# Татарка (приток Егорлыка)
Татарка — река в Ставропольском крае, правый приток Егорлыка.
Длина реки — 30 км, площадь водосборного бассейна — 177 км².
Берёт начало на Ставропольской возвышенности в Русском лесу возле пионерлагеря. Устье находится на 346 км по правому берегу реки Егорлык возле станицы Каменнобродская Изобильненского района. На реке обустроен пруд.

## Притоки
Левым притоком Татарки является река Липовая, с истоком от родника в Русском лесу. Река Липовая впадает в Татарку в районе хутора Молочный.

## Данные водного реестра
По данным государственного водного реестра России относится к Донскому бассейновому округу, водохозяйственный участок реки — Егорлык от Егорлыкского гидроузла до Новотроицкого гидроузла, речной подбассейн реки — бассейн притоков Дона ниже впадения Северского Донца. Речной бассейн реки — Дон (российская часть бассейна).
Код объекта в государственном водном реестре — 05010500512107000016820.

## Населённые пункты на реке
- хутор Молочный (основан в 1843 году как немецкая колония Иогансдорф, с 1983 года снят с учёта. В настоящее время название Хутор Молочный носит район расположения садовых и дачных товариществ в пригороде Ставрополя).
- станица Филимоновская